# お化けかるた

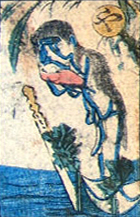
産女を描いた絵札

お化けかるた（おばけかるた）は、お化けや妖怪を題材にしたかるたの通称である。妖怪かるたとも呼ばれる。
江戸時代後期から大正時代中頃にかけて流行した江戸妖怪かるたが元になっており、いろはかるたの一種。現代でも絵本作家の川端誠などが現代風にアレンジした『お化けかるた』を発表している。
読み札には「やなぎの下のうぶめ」などと書かれており、遊んでいるうちに絵札に描かれた妖怪の容姿や特性を覚えることが出来る。
妖怪研究家として知られる作家の京極夏彦は「妖怪かるたに描かれている妖怪は、妖怪として完成している」と語っている。

## 絵札

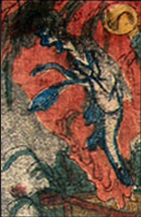
いどから出るさらやしき
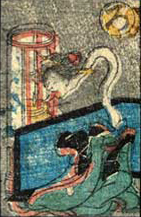
ろくろくびのあぶらなめ
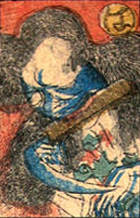
はにふむらのかさね
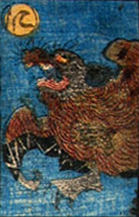
にかいからでるももんじい
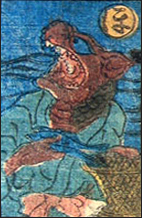
ほん所のおいてけぼり
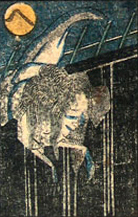
へいごしのゆうれい
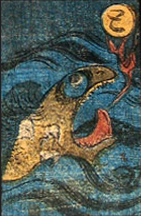
とさの海のようぐわい
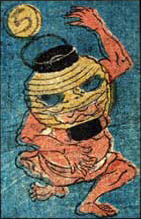
ちやうちん小僧
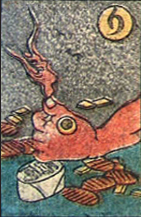
りよくのしんくわ
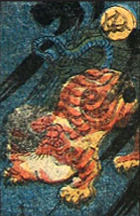
ぬへのばけ物
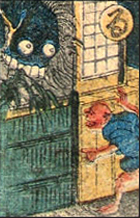
るすの間に出るばけ物
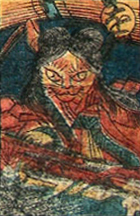
をかざきのねこでらのくわい
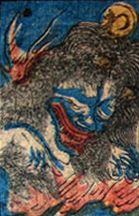
わらいはんにや
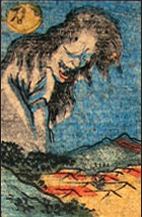
かめやまのばけ物
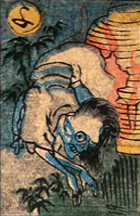
よつやのおいわ
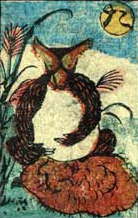
たぬきのはらつゞみ
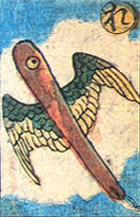
れん木のばけもの
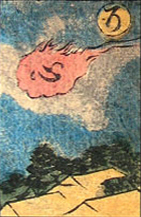
そらをとぶ人玉
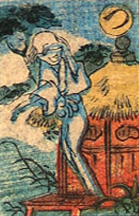
つぢどうまへのたび人のしうねん
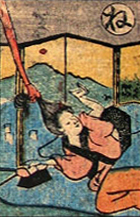
ねどこへ出るかみひきねん
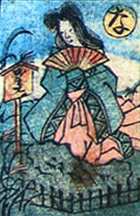
なすのが原せつしやう石のくわい
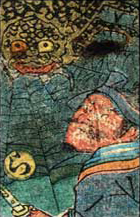
らいくわうつちぐものくわい
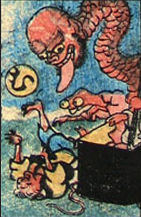
むかし〱おもひつゞらのばけもの
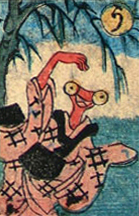
うすい峠のしゆもくむすめ
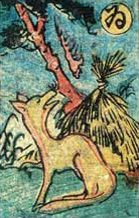
ゐなかむらから出る狐火
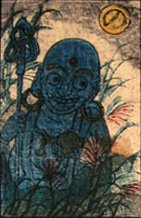
のなかのばけ地ぞう
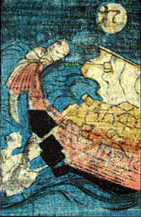
おきに見へる舟ゆうれい
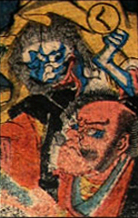
楠のぼうこん
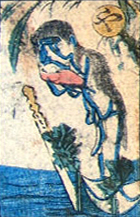
やなぎの下のうぶめ
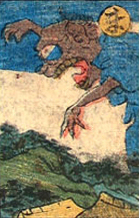
まつやまむらのくわい
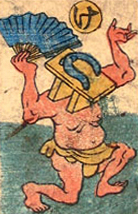
げたのばけもの
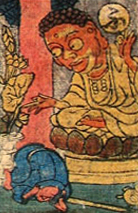
ふるでらのばけほんぞん
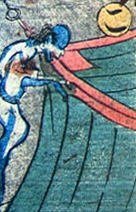
こはだ小平治のしうねん
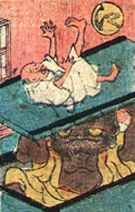
えんの下から出るたたみあげのくわい
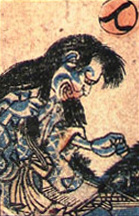
てん神下のけせうやしき
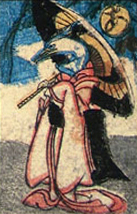
あおさぎのばけもの
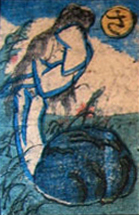
さよの中山よなき石のくわい
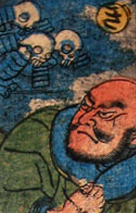
きよもり福原のくわい
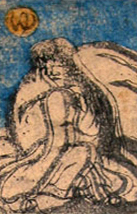
ゆきふりに出るゆき女郎
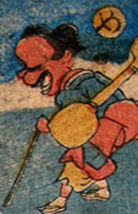
めぐまむらのばけごぜ
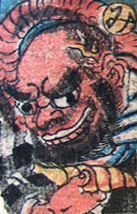
みこしがたけみこし入道
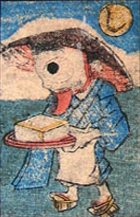
しただし小僧のとうふなめ
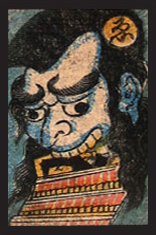
ゑのくまのくび
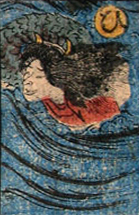
ひだか川しつとのねん
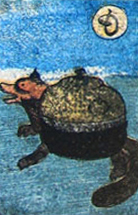
もりん寺のぶんぶく茶がま
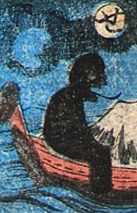
せん中のくわい海坊主
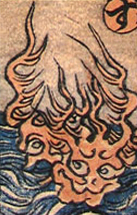
するがの北はま鬼火のくわい
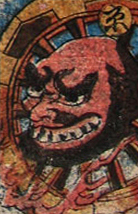
京の町へ出るかたわ車

## 関連書籍
- 江戸妖怪かるた（1998年、多田克己編、国書刊行会）ISBN 4-336-04112-1